# 西村隼平
西村 隼平（にしむら じゅんぺい、1979年12月23日 - ）は、日本の歌手。ダンサー。俳優。モデル。振付師。あだ名はじゅん平またはJP。ダンス&ヴォーカルユニットKaleido Knight元リーダー。つばさエンタテインメントグループのダブルウイング所属。その他の活動、BE-ST。PATORA。Chill Seeker。

## 略歴・人物
京都府京都市出生、静岡県焼津市育ち、A型。趣味はスポーツ、バスケットボール、野球。特技はダンス、ラップ、ボイスパーカッション、水泳。資格として普通自動車第一種免許、中学社会教員免許、高校公民教員免許、温泉ソムリエを持つ。

## 概要
身長168cm、体重60kg。
兄弟は姉が1人。義理の兄にサーフィンの日本チャンプがいる。
10代の頃から重度の花粉症で猫アレルギーを持つが、実家では猫と寝ている。

## 来歴
生まれは京都市。育ちは、静岡県焼津市。
中学時代はバスケ部に所属。高校もバスケ部に所属するが２年の時に応援団にスカウトされ応援団になる。
藤枝明誠高校では先生の推薦により生徒会書記をつとめた。その後、生徒会長にも推薦されたが他の先生と揉めて辞退する。
大阪学院大学卒業後、父親の経営する会社に入社。
```
・2004年-『
あいのり
』に出演。・2005年-夢を追う為に上京する。・2006年-プレミアムエンタテインメントに所属。・2007年-プレミアムエンタテインメントを辞める。・2010年-ダブルウィングに所属。・2012年-
Kaleido Knight
を結成。・2016年-
Kaleido Knight
を解散。・2017年-アメリカ横断旅行を行い、LAからNYまでを旅する。帰国後、徒歩のみで日本を縦断する。
```

あいのりでは恋愛が出来ないヘタレ３兄弟の長男じゅん平として長旅をする。
メンバーのHRKとは元々ダンサーとして繋がりがあったが旧メンバーの雄飛の紹介で知り合う。
メンバーのTaKuRoとは事務所のレッスンで知り合う。
メンバーのSousukeとはいつの間にか知り合っていた。
メンバーのYUKIこと仁井山征弘とは働いていた渋谷のクラブで知り合う。
メンバーのAR-MEとは三重県のイベントにゲスト出演した際に知り合う。
メンバーのTAISHIとはドラマのオーディションで知り合う。
メンバーの五十嵐公太とは仁井山征弘の紹介で知り合う。
2017年、LAからNYへのアメリカ一人旅で訪れたNYのアパレル店において、2500ドル相当のジャケットを万引きした疑いで窃盗容疑で逮捕される。別のジャケットを購入時に試着していた別のジャケットを着たまま会計を済ませ、店舗を出ようとした際にセキュリティに呼び止められ、本人は脱ぎ忘れを主張したが、値札が本人によって意図的に切り取られていたことから窃盗容疑が固まり逮捕される。その際の留置場での経験はSNSでも本人から語られている。
2019年にAbemaTVオリジナルの結婚リアリティーショー、『いきなりマリッジ3』で当時24歳で15歳年下であったモデルのヒナと番組企画内での新婚生活を行ったが、最終的には婚姻には至らなかった。
ラブヴィレッジに建てられた古民家において、参加者たちが自給自足の共同生活を送る様子を舞台にしたNetflixオリジナルの恋愛バラエティ「あいの里」で、同じく参加したおかよからの告白を受け、カップルが成立した。
自身のブランド、WHITE HUNTERを展開している。

## 作品

### シングル
- 『On the dance floor』Kaleido Knightとして
- 『Hey Girl』Kaleido Knightとして
- 『PARTY RIGHT THAT』Kaleido Knightとして
- 『GiMME』Kaleido Knightとして
- 『Time』Kaleido Knightとして
- 『ありがとうと思わせてくれてありがと』Kaleido Knightとして
- 『It`s Alright』Kaleido Knightとして
- 『Change the world』Kaleido Knightとして
- 『By Your Side』Kaleido Knightとして

### アルバム
- 『GOLD,SILVER』Kaleido Knightとして

### DVD
- 『Kaleido Knight VOl.3』Kaleido Knightとして
- 『BRONZE』Kaleido Knightとして
- 『Kaleido Knight VOl.8』Kaleido Knightとして

## 出演歴

### テレビドラマ
CX系
- 『あいのり』（フジテレビ系）
- 『東京タワー 〜オカンとボクと、時々、オトン〜』（フジテレビ系）

TX系
- 『エリートヤンキー三郎』（テレビ東京系、三郎軍団メンバー）
- 『ウォーキングバタフライ』（テレビ東京系、亮太役）

EX系
- 『新宿スワン』（テレビ朝日系、パラサイツメンバー役）

MXTV
- 『ハマドラ』（MXテレビ、岸田和希）
- 『ブランディア〜うれしいことふやそう！〜』（MXテレビ）

GyaO
- 『裸マン』週間グランプリ

### 配信
- Abema TV「いきなりマリッジ」シーズン3
- Netflix「あいの里」シーズン1

### 映画
- 『バックダンサーズ』(永山耕三監督)
- 『殺しの挽歌』(高山憲剛役)
- 『学校裏サイト』(太田昇役)
- 『木更津グラフィティ』(EXITE MATSU役)

### CM
- Dole　バナナ
- 江崎グリコ Pocky
- イミュ 塗るつけまつげdejavu
- 静岡葵市

### 舞台
- creative show case new-one
- 初級教室
- ASIAN BUTTEFLY
- 爆裂サイクロン学園-ドッキドキ円周率6.9696…-
- ラブ&ハッスル
- 愛してほしいの
- 人生どん底！寸劇ライブ！！
- 星に願いを。

### PV
- MINI☆BOX
- YA-KYIM
- EXILE
- RUSHMORE
- 上木彩矢
- DIVE INTO THE MIRROR
- 安室奈美恵

### ステージ
- DJ OZMAhide没後10周年追悼コンサート バックダンサー
- 東京ゲームショウ2008 in 幕張 ハドソンブース
- ジャンプフェスタ2009 in 幕張 ハドソンブース
- StridePRイベント

### 雑誌
- 411
- WILD STYLE
- DANCE STYLE
- MEN'S ROSES
- Ollie Girl
- 女性自身
- 月刊BAD BOYS宏ファンクラブ

### モバイル
- 最恐ダーリン
- イケメン☆スター

### ゲーム
- バーチャファイター5モーションキャプチャー(舜帝)(リオン・ラファール)

### コンテスト
- Be.B-BOY TEAM BATTLE 優勝、準優勝
- B-BOY PARK TEAM BATTLE 2004 優勝
- FREE STYLE SESSION JAPAN 2004 準優勝
- FREE STYLE SESSION 7 全米BEST4
- TRUE SCHOOL 優勝
- No.1優勝
- 静岡DANCE CONTEST 優勝
- 浜松DANCE CONTEST SOLO BATTLE 優勝
- 浜松DANCE CONTEST 3on3 BATTLE 優勝

ほか